# Otwin Biernat

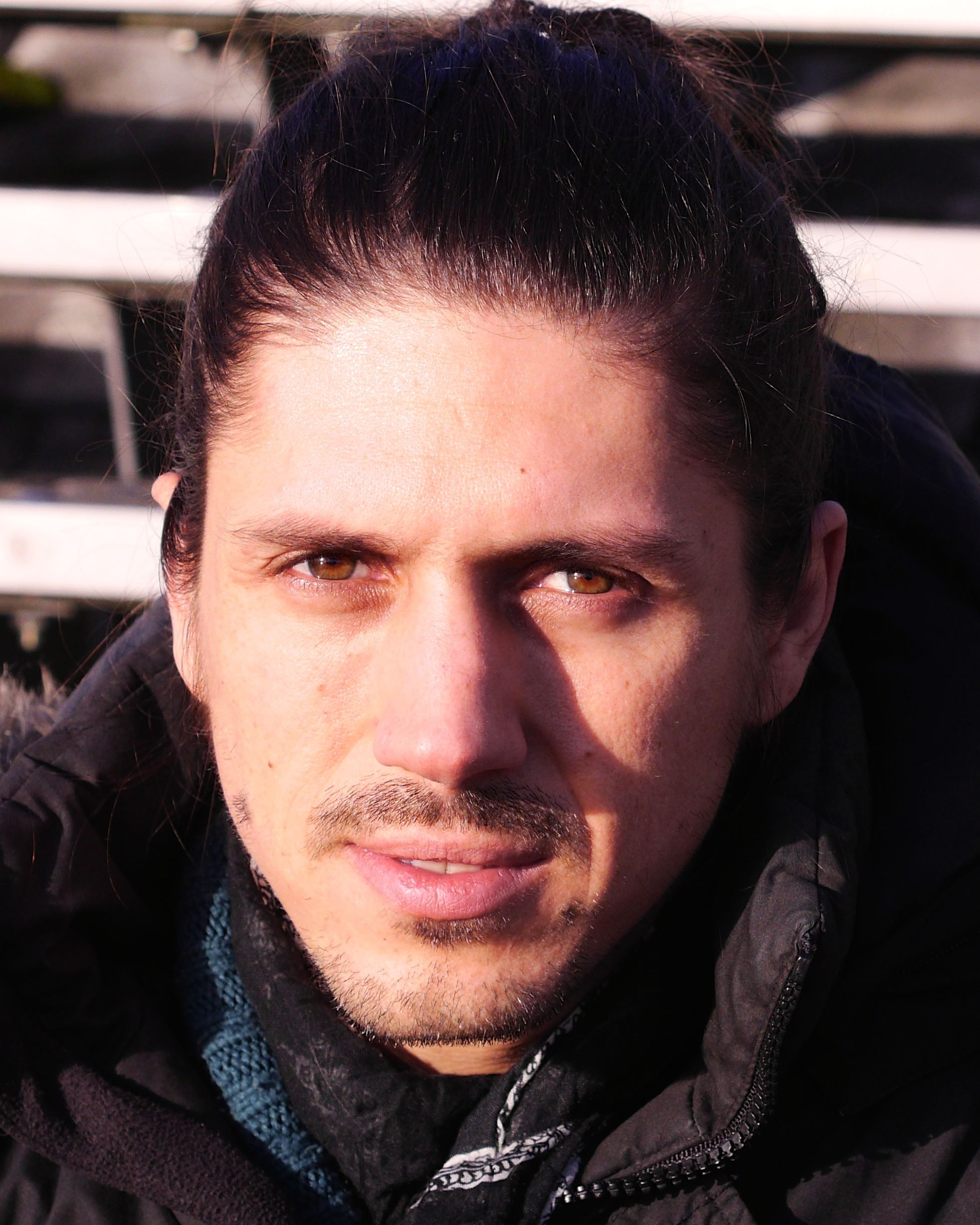
Otwin Biernat (2015)

Otwin Biernat (* 3. Dezember 1981 in Graz, Steiermark) ist ein österreichischer Regisseur, Schauspieler und Filmemacher.

## Leben
Biernat absolvierte eine Schauspielausbildung und arbeitete als Schauspiel- und Phonetik-Dozent sowie als Schauspieler und Regisseur in mehreren Theaterproduktionen. Nach Auftritten in Österreich und Deutschland, unter anderem in den Hamburger Kammerspielen, zog Biernat 2009 nach Berlin. Dort gründete er mit anderen Schauspielern und Regisseuren „Theatrum Berlin“, eine internationale, von Sascha Weipert (teAtrum VII) in die Wege geleitete Theatergruppe. Biernat spielte 2010 im Theaterforum Kreuzberg unter der Regie von Joachim Stargard in Romeo und Julia.
Biernat schrieb und produzierte Kurzfilme. Mit der Schauspielerin Anna-Sophie Brandstetter gründete er 2010 für die Produktion von Kurzfilmen und Musikvideos die Filmgruppe „Peggy Sue Production“, für die er als Regisseur, Schauspieler, Editor und Produzent tätig war. Als Beitrag für den 99Fire-Films-Award 2011 drehten sie den Kurzfilm Codewort Mr. Bean, der auf der Berlinale gezeigt wurde. Im selben Jahr arbeitete Biernat bei „Peggy Sue Production“ als Regisseur und Kameramann mit der Schauspielerin Eva-Maria Kurz am Film Essen ist menschlich.
Biernat war von 2011 bis 2014 als Editor für den Sender Al Jazeera tätig. 2011 war er außerdem am Projekt Deep View beteiligt, einer Dokumentation über elektronische Musik in Ungarn. 2013 war er Mitproduzent des Spielfilms Homesick von Regisseur Jakob M. Erwa. Homesick war einer der Beiträge auf der Berlinale 2015 in der Kategorie „Perspektive Deutsches Kino“. Des Weiteren gründete er seine eigene experimentelle Kunstplattform „Ohne Bekenntnis“. Er ist Mitglied der 2014 gegründeten Musikgruppe „Egal“ und hat Gastauftritte mit der Grazer Band „Freaky Souls“. Seit 2014 tritt er wieder als Schauspieler auf der Bühne auf.
2016 drehte Biernat den Spielfilm Im Auge des Betrachters, den er selbst schrieb und produzierte. 2017 lief der Film auf mehreren Festivals, unter anderem auf dem Jagran Filmfestival, welches als das größte ortswechselnde Filmfestival der Welt gilt und als eines der größten internationalen Filmfestivals Indiens.  Der Kurzfilm Macbetto wurde auf dem größten italienischen Filmfestival außerhalb Italiens gezeigt, dem Italian Contemporary Film Festival in Kanada, sowie auf dem renommierten Social World Film Festival. An der Kunstuniversität von Foggia hatte er einen Lehrauftrag für Regie.
Des Weiteren organisiert Biernat gemeinsam mit dem italienischen Verein C4C Festivalevents, wie das Casoria Film Festival, das mit dem Giffoni Film Festival kooperiert. Bei der ersten Edition waren bekannte italienische Schauspieler zu Gast, unter anderem Gianfranco Gallo (Pinocchio, Gommorrha) Mario Autore, Chiara Vitiello, Alessandra Borgia, Antonio Fiorillo. Die Schauspieler Enzo Attanasio (Alles Geld der Welt) und Luigi Credendino (Gomorrha, Commissario Ricciardi) moderierten die Preisverleihung.
Weiters wurde das Pompei Street Festival und das Neapolis Persia Film Festival mitorganisiert. Die zweite Edition fand 2023 statt.
Biernat ist Präsident der Jury beim Fotofilm Festival in Istanbul und Mitglied der Jury bei diversen anderen Filmfestivals.
Als Regisseur und Filmemacher arbeitete Biernat an Musikvideos mit Turbostaat, Lou Bega, Marco Zurzolo, Lino Cannavacciuolo, den Loafing Heroes, Funghi Ladri und den Baseballs, er machte auch Werbespots für MSD, das Thermen & Vulkanland Steiermark, Raiffeisenbank, Shoppingcity Seiersberg und er drehte unter anderem mit dem Schauspieler Martin Weinek, dem Sänger G.G. Anderson und dem Pianisten Hyung-Ki Joo.

## Trivia
Otwin Biernat ist über die Familie mütterlicherseits mit Arnold Schwarzenegger verwandt.

## Filmografie (Auswahl)
- 2010: Der Cowboy und die Schurken
- 2010: Bauchgefühl (Schauspieler, Co-Regisseur)
- 2010: Der Cowboy und die Schurken Vol. 2
- 2010: Linseneintopf (Regie)
- 2011: Codewort Mr. Bean (Regie, Schauspieler, Produktion)
- 2011: Liebe in der Küche (Schauspieler)
- 2011: Allein im Wald (Regie, Produktion)
- 2011: Krank geliebt (Regie, Produktion)
- 2011: Die Unsichtbare (Schauspieler)
- 2012: Der Cowboy und die Schurken: Mother Death (Regie)
- 2012: 6zenen (Regie, Schauspieler)
- 2015: Homesick (Produktion)
- 2015: Underwater (Schauspieler)[18]
- 2016: 4get the Dance[19] (Regie)
- 2017: Im Auge des Betrachters (Regie, Produktion)

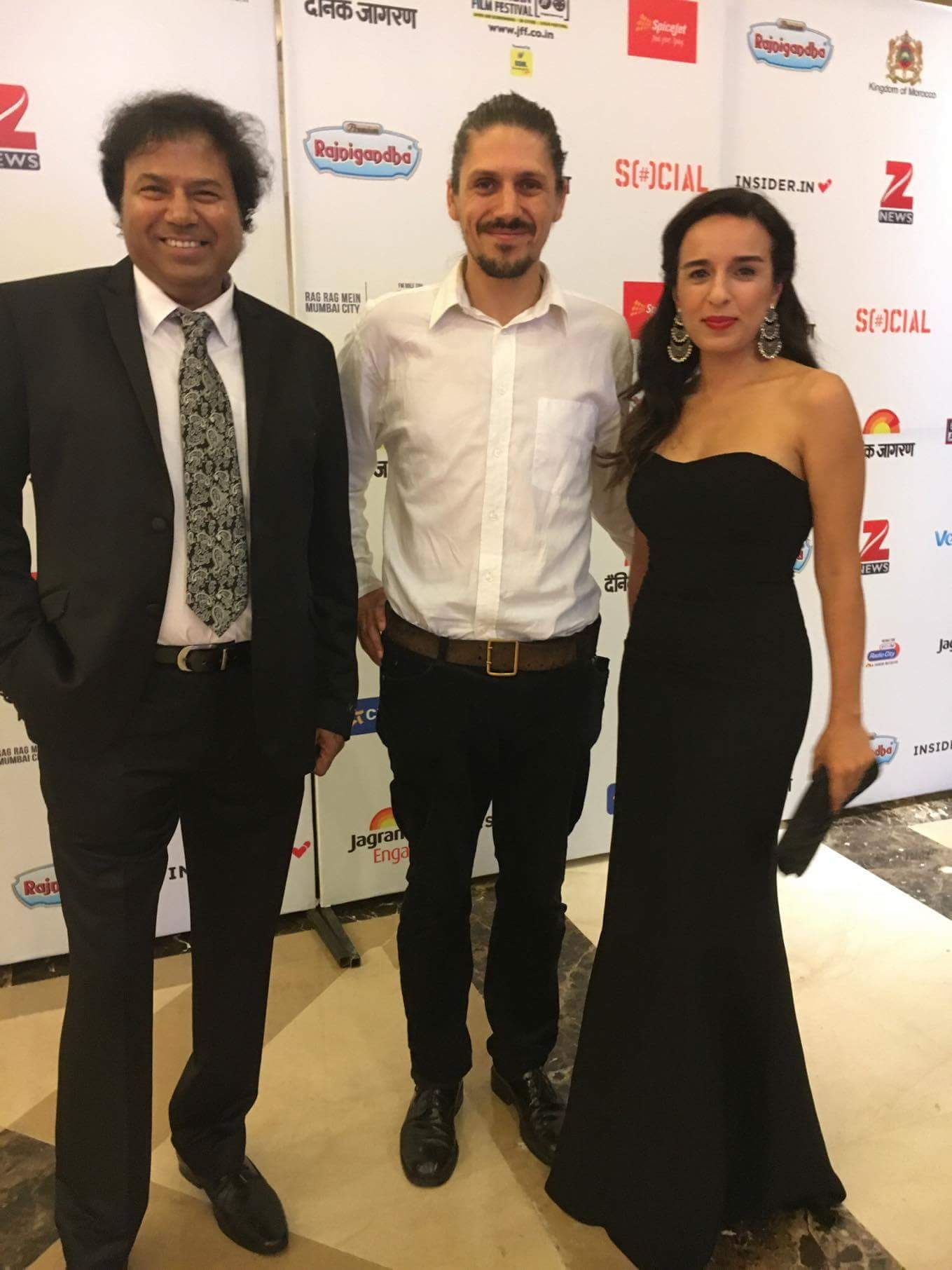
Otwin Biernat beim Jagran Film Festival 2017

- 2023: Ausweg – Deadend[20] (Regie, Produktion)

## Ehrungen und Auszeichnungen

### Als Regisseur
- 2019: Best Music, Napoli Cultural Classic[21]
- 2018: Best Feature Family Film, Kino Duel International Film Festival[22] Im Auge des Betrachters
- 2018: Best Feature Film, Swindon Independent Film Festival[23] Im Auge des Betrachters
- 2018: Best Feature Film, I Filmmaker International Film Festival[24] Im Auge des Betrachters
- 2018: Best Drama Feature Film, I Filmmaker International Film Festival[24] Im Auge des Betrachters
- 2017: Honorable Mention, Headline International Film Festival[24] Im Auge des Betrachters
- 2017: Honorable Mention, FICMA Im Auge des Betrachters
- 2017: Best Editor, Antakya International Film Festival[25] Im Auge des Betrachters
- 2017: Best Editor, Bucharest Film Awards[26] Im Auge des Betrachters
- 2011: 3. Platz in Sektion Best Kamera, 99Fire-Films-Award[27]

### Als Produzent
- 2016: Best Picture – Eye On Films Competition, Kolobrzeg International Suspense Film Festival, Homesick
- 2015: DFJW-Preis Dialogue en perspective – Berlinale[28] Homesick
- 2015: Made in Germany – Förderpreis Perspektive – Berlinale[28] Homesick

### Als Schauspieler
- 2017: Auszeichnung: Joint Winner Comedy Short, London X4, Krieg Ich – Flatmate